# Кокалажарський сільський округ
Кокалажа́рський сільський округ (каз. Көкалажар ауылдық округі, рос. Кокалажарский сельский округ) — адміністративна одиниця у складі району імені Габіта Мусрепова Північноказахстанської області Казахстану. Адміністративний центр — село Кокалажар.
Населення — 468 осіб (2021; 1155 у 2009, 1653 у 1999, 1769 у 1989).
Станом на 1989 рік існувала Валіхановська сільська рада (села Гавриловка, Маденієт, Сарибулак) колишнього Рузаєвського району. До 2009 року округ називався Когалажарським.

## Склад
До складу округу входять такі населені пункти:
| Населений пункт | Старі назви | Населення, осіб (1989) | Населення, осіб (1999) | Населення, осіб (2009) | Населення, осіб (2021) |
| --------------- | ----------- | ---------------------- | ---------------------- | ---------------------- | ---------------------- |
| Кокалажар, село | Гавриловка  | 1145                   | 971                    | 782                    | 419                    |
| Маденієт, село  | -           | 244                    | 236                    | 61                     | 9                      |
| Сарибулак, село | -           | 380                    | 446                    | 312                    | 40                     |